# Mendener Bank

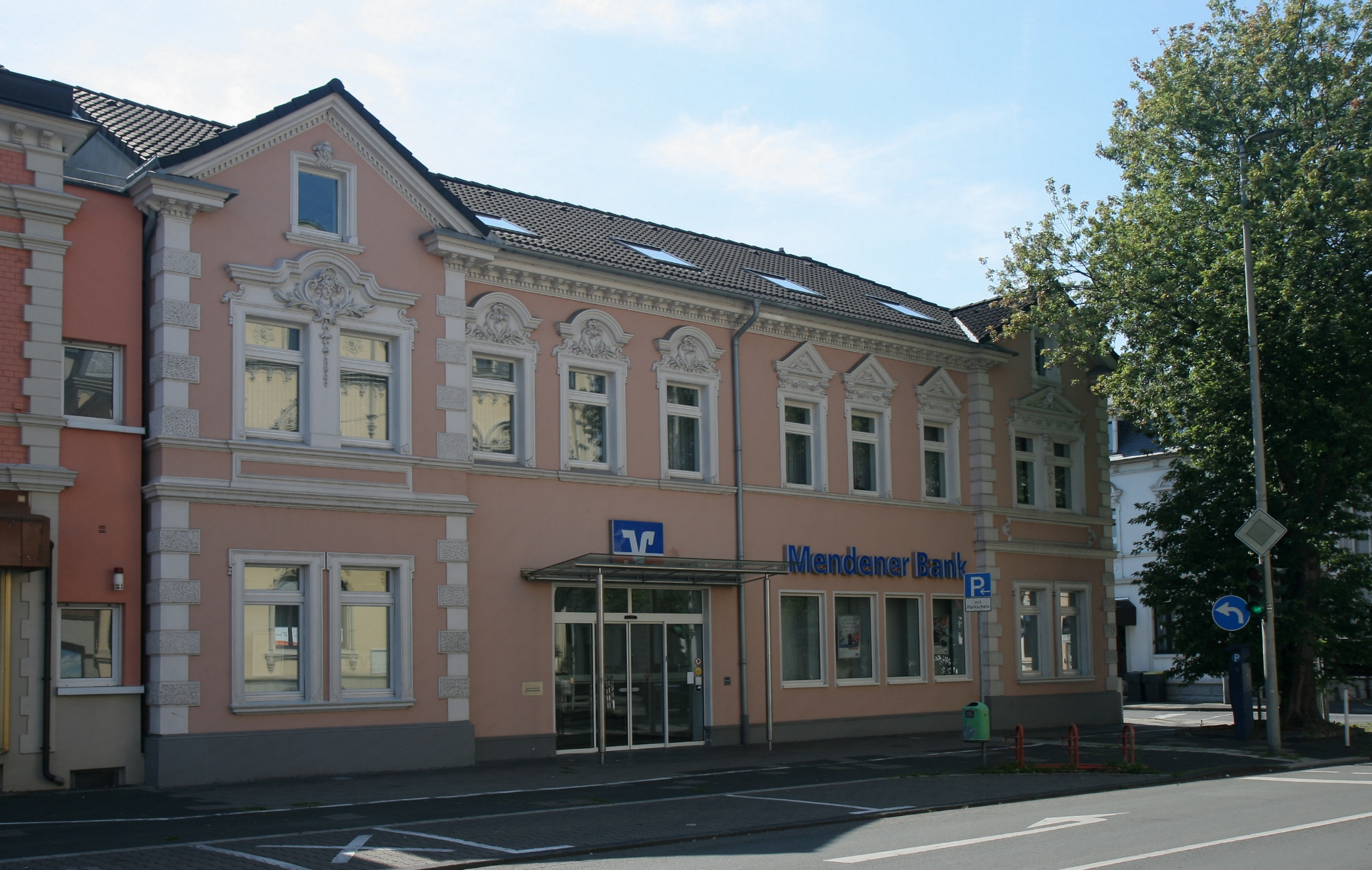
KundenCenter Menden

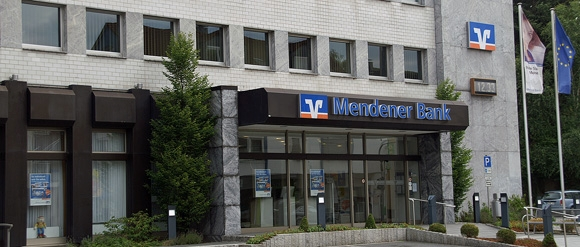
KundenCenter Lendringsen

Die Mendener Bank eG ist eine Genossenschaftsbank mit Sitz im Stadtteil Bösperde der nordrhein-westfälischen Stadt Menden (Sauerland) im Märkischen Kreis.

## Geschichte

### Gründung des Spar- und Darlehnskassen-Vereins in Halingen
Im Oktober 1898 gründeten 33 Bürger den Spar- und Darlehnskassen-Verein Halingen eGmuH in Halingen, um eine genossenschaftliche Selbstverwaltung im Sinne einer raiffeisenschen Kreditgenossenschaft zu schaffen. Zu den Gründungsvätern zählen Bauer Carl Stuckenhoff und Bauer Heinrich Ammelt, welche ihre Ämter als Vorstandsvorsitzenden und dessen Stellvertreter einnahmen.

### Entstehung der Spar- und Darlehnskasse in Holzen
Am 3. März 1901 wurde die Spar- und Darlehnskasse in Holzen gegründet. Neben den Ortsansässigen bezog sie Bürger aus Bösperde, aus Landwehr, aus Ohl und auch aus Schwitten mit in ihre Geschäftstätigkeit ein. Vorbild für die Gründung der Kasse war der im Jahr 1898 entstandene Spar- und Darlehnskassen-Verein in Halingen. 52 Jahre später im Jahr 1953 fusionierte die inzwischen als Spar- und Darlehnskasse Bösperde eGmuH firmierende Bank mit dem Spar- und Darlehnskassenverein Halingen eGmuH, woraus am 22. Juli 1953 die Spar- und Darlehnskasse Bösperde-Halingen eGmuH entstand. In den darauf folgenden Jahren änderten sich die Haftungsverhältnisse von einer Genossenschaft mit unbeschränkter Haftung in eine Genossenschaft mit beschränkter Haftung. Im Zuge dessen wurde die Firmierung der Bank entsprechend angepasst. Die Spar- und Darlehnskasse Bösperde-Halingen eGmuH wurde somit umbenannt in Spar- und Darlehnskasse eG Bösperde.

### Mendener Bank eG
105 Jahre nach der Gründung der beiden Kassen in Holzen und Halingen, vereinigte sich die Spar- und Darlehnskasse eG Bösperde im Jahr 2003 mit der im Jahr 1898 entstandenen Genossenschaftsbank Lendringsen eG mit dem Sitz in Lendringsen, woraus die Mendener Bank eG am 22. März 2003 hervorging.
Im Jahr 2023 fusionierte die Mendener Bank eG mit der Volksbank Wickede (Ruhr) eG (ehemals Spar- und Darlehnskasse eGmbH Wickede (Ruhr)) mit dem Sitz in Wickede (Ruhr).

## Rechtsverhältnisse
Die Mendener Bank eG ist im Genossenschaftsregister beim Amtsgericht Arnsberg unter GnR 165 eingetragen.

## Organisationsstruktur
Rechtsgrundlagen sind das Genossenschaftsgesetz und die durch die Vertreterversammlung beschlossene Satzung. Organe der Bank sind der Vorstand, der Aufsichtsrat und die Vertreterversammlung.

## Sicherungseinrichtung
Die Mendener Bank eG ist der amtlich anerkannten Sicherungseinrichtung des Bundesverbandes der Deutschen Volksbanken und Raiffeisenbanken GmbH und der zusätzlichen freiwilligen Sicherungseinrichtung des Bundesverbandes der Deutschen Volksbanken und Raiffeisenbanken e.V. angeschlossen. Sie gehört dem Bundesverband der Deutschen Volksbanken und Raiffeisenbanken e.V. (BVR) an.

## Geschäftsausrichtung
Die Mendener Bank eG betreibt das Universalbankgeschäft und betreut Privat- und Firmenkunden. Im Verbundgeschäft arbeitet sie mit der DZ Bank, R+V Versicherung, Bausparkasse Schwäbisch Hall, Teambank, VR Smart Finanz, DZ Hyp und der Union Investment zusammen. Zudem sind Solit und die Allianz Kooperationspartner.

## Geschäftsgebiet
Das Geschäftsgebiet liegt im Norden des Märkischen Kreises und im Westen des Kreises Soest.
An diesen Orten betreibt die Bank Filialen:
- Bösperde (Hauptstelle, jur. Sitz)
- Menden (Sauerland) (Geschäftsstelle)
- Wickede (Ruhr) (Geschäftsstelle)
- Lendringsen (Geschäftsstelle)

## Mendener Bürgerstiftung
Die Mendener Bürgerstiftung ist eine auf Initiative der Stadt Menden und der Mendener Bank eG ins Leben gerufene Gemeinschaftsstiftung von Bürgern für Bürger. Sie will mit Hilfe der Bürger, von Industrie, Handel, Gewerbe und Banken das Gemeinwesen in Menden in den Bereichen initiieren, gestalten und fördern, die nicht zu den regulären Aufgaben der Stadtverwaltung gehören und für die keine öffentlichen Mittel zur Verfügung stehen. Dies soll zum einen durch das Einwerben von Zustiftungen und Spenden geschehen, welche die Mendener Bürgerstiftung in die Lage versetzen, Projekte zur Erfüllung der Stiftungszwecke anzustoßen, zu fördern und durchzuführen. Zum anderen sollen die Bürger dazu motiviert werden, sich ehrenamtlich in der Mendener Bürgerstiftung und den von ihr unterstützten Projekten zu engagieren. Durch das Stiftungskapital wird die Bürgerstiftung langfristig unabhängig von wechselnder Spendenbereitschaft, öffentlichen Zuwendungen und politischen Mehrheiten. Für ihre Arbeit verwendet die Mendener Bürgerstiftung nur die Erträge aus ihrem Vermögen sowie Spenden, sodass das Stiftungsvermögen erhalten bleibt.
Die Organe der Stiftung sind ehrenamtlich tätige Mitglieder. Neben Ulrich Hackl, ehemaliges Vorstandsmitglied der Mendener Bank eG, bilden Ulrich Menge, Jörg Krabbenhöft, Joachim Steuer und Kai Sebastian Dünnebacke den Vorstand. Das Kuratorium besteht aus dem Vorsitzenden Rainer Scholand, Thomas Krebs, Stefan Maaß und Reinhold Voß.

## Sonstiges
Der Newsletter für die deutsche Banken- und Fintech-Branche Finanz Szene bezeichnet die Fusion mit der Volksbank Wickede (Ruhr) eG als "lokale Posse", da die Mendener Bank auch nach der Fusion sehr klein und wenig rentabel sei. Am 20. Oktober 2023 wurde bekannt, dass auch der zweite Vorstand der ehemaligen Volksbank Wickede (Ruhr) eG die Mendener Bank überraschend verlässt.